# 古魯達斯布爾烏帕齊拉
古魯達斯布爾乌帕齐拉是孟加拉国諾多爾縣的一个乌帕齐拉，位於拉傑沙希专区的諾多爾縣。

## 人口
據1991年孟加拉國人口普查，古魯達斯布爾共有戶數32,851戶，人口173276人。其中男性佔比50.72%，女性佔比49.28%；成年人口87,290人。該地7歲以上人口之平均識字率為23.4%，低於全國平均值（32.4%）。